# 30022 Kathibaker
30022 Kathibaker è un asteroide della fascia principale. Scoperto nel 2000, presenta un'orbita caratterizzata da un semiasse maggiore pari a 2,3765676 UA e da un'eccentricità di 0,1213482, inclinata di 3,02903° rispetto all'eclittica.